# Katrin Keller
Katrin Keller (Borna, 14 de abril de 1962) es una historiadora e investigadora alemana. Está especializada en la historia de Sajonia y la artesanía, así como en la nobleza y las mujeres en la sociedad cortesana. Es la primera mujer presidenta de la Sociedad de Historia de Leipzig y Miembro de la Academia Austríaca de Ciencias.

## Biografía
Katrin Keller comenzó sus estudios en la Universidad Karl Marx de Leipzig en 1980 y se graduó como profesora de historia y alemán en 1984. En 1987 se doctoró en la Sección de Historia con una tesis sobre la historia cotidiana de Leipzig en el siglo XVI. A continuación, trabajó como asistente de investigación en la Sección de Historia en el área académica de historia regional desde 1987 hasta 1993. Cuando se refundó la Sociedad de Historia de Leipzig en 1990, se convirtió en la primera mujer presidenta. En 1991 se incorporó como miembro del consejo de redacción de la revista "Sächsische Heimblätter" de Dresde y permaneció en él hasta 2002. En 1992 obtuvo una beca de investigación del DAAD en París y posteriormente trabajó como asistente de investigación en la Cátedra de Historia Regional Sajona del Departamento de Historia de la Universidad de Leipzig desde 1993 hasta 1997. Desde 1994 hasta 2001 participó como coordinadora del jurado regional de Sajonia en el concurso estudiantil " Deutsche Geschichte", en el que está en juego el premio del Presidente Federal, y desde 1995 es miembro del patronato del Instituto de Historia Urbana Comparada de Münster. De octubre de 1997 hasta enero de 1999 fue directora del departamento de historia del "Institut für sächsische Geschichte und Volkskunde e.V. Dresden". Durante este tiempo, se habilitó en la Facultad de Historia, Artes y Estudios de Orientación de la universidad con una autorización de enseñanza en el campo de la Nueva Historia, con especial énfasis en la historia regional. Posteriormente, desde 1999, forma parte del Grupo de Trabajo Austriaco para la Investigación de la Historia Urbana en Linz, respectivamente en Viena. En enero de 2001 se habilitó por segunda vez en la Universidad de Viena, en la Facultad de Filosofía, y recibió una autorización para impartir clases en el campo de la Historia Moderna. Desde 2001 es también profesora universitaria en el Instituto de Historia de la Universidad de Viena. Desde mayo hasta agosto de 2001 participó en el proyecto "Klientel und Patronage am Wiener Hof im 17. Jahrhundert" en el Instituto de Historia de la Universidad de Viena. Durante el proyecto también participó como becaria de investigación en la Biblioteca Herzog August de Wolfenbüttel desde febrero hasta abril de 2003. En mayo de 2004, volvió a participar como becaria de investigación de la Maison des sciences de l'homme, esta vez en París.
Desde 2004 es miembro del patronato de la Fundación Pro Citate Austrae de Linz, respectivamente de Viena, en Austria. Desde julio de 2005 hasta febrero de 2009 trabajó como colaboradora en el proyecto "Die Tagebücher und Tageszettel des Kardinals Ernst v. Harrach (1598-1667). Edition und Kommentar." en el Instituto de Historia de la Universidad de Viena. Mientras tanto, en 2008, recibió una cátedra visitante de historia del género en el Seminario Histórico de la Universidad Johannes Gutenberg de Maguncia.  En 2010, volvió a participar en París como becaria, esta vez en la Ècole des hautes études en sciences sociales. Posteriormente, desde febrero de 2011 hasta noviembre de 2015, fue directora del proyecto "Los periódicos de Fugger. Un medio de información de la Edad Moderna y su indexación" en el Instituto de Investigación Histórica de Austria en Viena. Esto se hizo en cooperación con la Biblioteca Nacional de Austria. Además, desde 2013 es miembro del consejo asesor científico del proyecto "Digitale Edition und Kommentierung der Tagebücher des Fürsten Christian II. von Anhalt-Bernburg (1599-1656)" de la Herzog August Bibliothek de Wolfenbüttel y la Universidad de Friburgo de Brisgovia. Desde octubre de 2013 hasta febrero de 2014, también fue profesora visitante de Historia Moderna en la Universidad de Innsbruck y, desde diciembre de 2014, trabaja en el proyecto "Kaiserin und Reich: Zeremoniell, Herrschaft und Medien (1550-1740)". Desde el 1 de abril de 2017, es directora del Instituto de Investigación de Historia Moderna y Contemporánea de la Academia Austriaca de Ciencias. También es miembro correspondiente de la Academia Austriaca de Ciencias y miembro de la Comisión de Historia Moderna de Austria desde abril del mismo año.

## Premios y distinciones
Recibió el premio de la Sección de Historia de la Universidad Karl Marx. Además, su tesis doctoral sobre la historia cotidiana de Leipzig fue galardonada con el Premio de Fomento Alfred Meusel del Ministerio de Educación Superior de la RDA.
En 1990 fue nombrada la primera mujer presidenta de la Sociedad de Historia de Leipzig y en noviembre de 1998 recibió el premio de la Fundación Pro Civitate Austriae por su tesis de habilitación "Kleinstädte zwischen Dreißigjährigem Krieg und Industralisierung. Das Beispiel Kursachsen" en Linz.

## Obras

### Libros y Ediciones de libros
- Katrin Keller: Zu materiellen Lebensverhältnissen kleiner gewerblicher Warenproduzenten  am Beginn der Übergangsepoche vom Feudalismus zum Kapitalismus (Ende des 15. bis  Anfang des 17.Jh.) - dargestellt am Beispiel von Leder- und Textilgewerben in Leipzig, Diss.  masch. Leipzig 1987.[4]
- Katrin Keller: Leben zwischen Kabine, Bockshain und Weinberg. Zur Geschichte der Orte  Löbnitz, Roitzschjora, Sausedlitz und Seelhausen. Delitzsch 1989.[5]
- Katrin Keller: "Mein Herr befindet sich gottlob gesund und wohl". Sächsische Prinzen auf  Reisen (Deutsch-Französische Kulturbibliothek 3). Leipzig 1994.[6]
- Katrin Keller: Kleinstädte in Kursachsen. Wandlungen einer Städtelandschaft zwischen Dreißigjährigem Krieg und Industrialisierung (Städteforschung A 55). Köln/Weimar/Wien 2001.[7]
- Katrin Keller: Landesgeschichte Sachsen. Stuttgart 2002.[8]
- Katrin Keller: Hofdamen. Amtsträgerinnen im Wiener Hofstaat des 17. Jahrhunderts. Wien 2005.[9]
- Katrin Keller / Alessandro Catalano (Bearb.), Die Diarien und Tagzettel des Kardinals Ernst Adalbert von Harrach. Edition und Kommentar (Veröffentlichungen der Kommission für neuere Geschichte Österreichs 104, 1 bis 7). Wien/Köln/Weimar 2010.[10]
- Katrin Keller: Kurfürstin Anna von Sachsen (1532-1585). Regensburg 2010.[11]
- Katrin Keller: Erzherzogin Maria von Innerösterreich (1551-1608). Zwischen Habsburg und Wittelsbach. Wien/Köln/Weimar 2012.[12]
- Katrin Keller: Feste und Feiern. Zum Wandel städtischer Festkultur in Leipzig. Leipzig 1994.[13]
- Katrin Keller / Hans-Dieter Schmid (Hg.): Vom Kult zur Kulisse. Das Völkerschlachtdenkmal als Gegenstand der Geschichtskultur. Leipzig 1995.[14]
- Katrin Keller / Josef Matzerath (Hg.): Geschichte des sächsischen Adels. Köln/Weimar/Wien 1997.[15]
- Katrin Keller / Holger Th. Gräf (Hg.): Städtelandschaft, réseau urbain, urban network Städte im regionalen Kontext in Spätmittelalter und Früher Neuzeit (Städteforschung A 62). Köln/Weimar/Wien 2004.[16]
- Katrin Keller / Martin Scheutz / Harald Tersch (Hg.): Einmal Weimar - Wien und retour. Johann Sebastian Müller und sein Wienbericht aus dem Jahr 1660 (Veröffentlichungen des Instituts für österreichische Geschichtsforschung 42). Wien/München 2005.[17]
- Katrin Keller / Gerald Diesener / Gabriele Viertel (Hg.): Stadt, Handwerk, Armut. Eine Kommentierte Quellensammlung zur Geschichte der Frühen Neuzeit. Helmut Bräuer zum 70. Geburtstag zugeeignet. Leipzig 2008.[18]

### Mujeres y política en la sociedad cortesana
- Katrin Keller: Kurfürstin Anna von Sachsen (1532-1585): Von Möglichkeiten und Grenzen einer „Landesmutter“. In: Jan Hirschbiegel / Werner Paravicini (Hg.): Das Frauenzimmer. Die Frau bei Hofe in Spätmittelalter und Früher Neuzeit (Residenzenforschung 11). Stuttgart 2000, S. 263-285.[19]
- Katrin Keller: Kommunikationsraum Altes Reich: Zur Funktionalität der Korrespondenznetze von Fürstinnen im 16. Jahrhundert. In: Zeitschrift für historische Forschung 31 (2004) 2, S. 205- 230.[20]
- Katrin Keller: Mit den Mitteln einer Frau – Handlungsspielräume adliger Frauen in Politik und Diplomatie. In: Hilmar von Thiessen / Christian Windler (Hg.): Akteure der Außenbeziehungen. Netzwerke und Interkulturalität im historischen Wandel. Köln/Weimar/Wien 2010, S. 219- 244.[21]

### Comunicación y medios de comunicación
- Katrin Keller: Zwischen Wissenschaft und Kommerz. Das Spektrum kultureller Mittler im 16. Jh.. In: Wolfgang Schmale (Hg.): Kulturtransfer. Kulturelle Praxis im 16. Jh. (Wiener Schriften zur Geschichte der Neuzeit 2). Innsbruck u. a. 2003, S. 271-286.[22]
- Katrin Keller: Spanish Politics and Cultural Transfer in the Diaries of Ernst Adalbert of Harrach. In: José Martínez Millán, Rubén González Cuerva (Hg.): La Dinastía de los Austria: Las relaciones entre la Monarquía católica y el Imperio. Madrid 2011, Bd. 2, S. 1023-1043.[23]

- Katrin Keller: Die Fuggerzeitungen. Ein Literaturbericht. In: Jahrbuch für Kommunikationsgeschichte 2012. S. 186-204.[24]

### Corte y nobleza
- Katrin Keller: Zur politischen Relevanz des Bolzanismus in Sachsen: Das Beispiel des Hofpredigers Emil Heine (1806-1873). In: Helmut Rumpler (Hg.): Bernard Bolzano und die Politik. Staat, Nation und Religion als Herausforderung für die Philosophie im Kontext von Spätaufklärung, Frühnationalismus und Restauration. Wien/Köln/Graz 2000, S. 283-310.[25]
- Katrin Keller: Der Hof als Zentrum adliger Existenz? Der Dresdner Hof und der sächsische Adel im 17. und 18. Jh.. In: Ronald G. Asch (Hg.): Der europäische Adel im Ancien Régime. Von der Krise der ständischen Monarchie bis zur Revolution (1600-1789). Köln/Weimar/Wien 2001, S. 207-233.[26]
- Katrin Keller: Personalunion und Kulturkontakt. Der Hof als Schauplatz und Vermittler kultureller Wechselwirkungen: Sachsen – Polen. In: Rex Rexhäuser (Hg.): Die Personalunionen von Sachsen-Polen 1697-1763 und Hannover-England 1714-1837. Ein Vergleich (Deutsches Historisches Institut Warschau. Quellen und Studien 18). Wiesbaden 2005, S. 153-176.[27]

### Historia de la ciudad
- Katrin Keller: Kleinstadt und Handwerk. Strukturen und Entwicklungstendenzen im 18. Jh.. In: Karl Heinrich Kaufhold / Wilfried Reininghaus (Hg.): Städtisches Handwerk in Mittelalter und Früher Neuzeit (Städteforschung A 54). Köln/Weimar/Wien 2000, S. 61-92.[28]
- Katrin Keller: Armut und Tod im alten Handwerk. Formen sozialer Sicherung im sächsischen Zunftwesen des 17. und 18. Jh.. In: Peter Johanek (Hg.): Städtisches Gesundheits- und Fürsorgewesen vor 1800 (= Städteforschung A 50). Köln/Weimar/Wien 2000, S. 199-223.[29]
- Katrin Keller: Kontakte und Konflikte. Kleinstadt und Adel am Beginn der Frühen Neuzeit. In: Helmut Bräuer, Elke Schlenkrich (Hg.): Die Stadt als Kommunikationsraum. Beiträge zur Stadtgeschichte vom Mittelalter bis ins 20. Jahrhundert. Festschrift für Karl Czok. Leipzig 2001, S. 495-514.[30]

### Imágenes históricas
- Katrin Keller: Nach dem Jubiläum. Die sächsisch-polnische Union (1697 bis 1764) aus heutiger Sicht. In: Szymon Paczkowski, Alina Zórawska-Witkowska (Hg.): Johann Adolf Hasse in seiner Epoche und in der Gegenwart. Studien zur Stil- und Quellenproblematik. Warszawa 2002, S. 11-27.[31]
- Katrin Keller: Knothe und die Geschichte des oberlausitzischen Adels. In: Matthias Herrmann / Danny Weber (Hg.): Oberlausitz. Beiträge zur Landesgeschichte. Wissenschaftliches Symposium zum 100. Todestag von Hermann Knothe. Görlitz/Zittau 2004, S. 65-74.[32]
- Katrin Keller: Die Gesellschaft der österreichischen Länder 1526-1740 in der Historiographie des letzten Jahrzehnts (Theorie, Methodologie, Quellen). In: Václav Bůžek, Pavel Král (Hg.): Společnost v zemích habsburské monarchie a její obraz v pramenech (1526-1740) (Opera historica 11). České Budĕjovice 2006, S. 37-59.[33]